# Noínden Ulad
Noínden Ulad ['Noinʴdʴen 'ulað], auch Ces(s) Ulad genannt (beides: „Die Schwäche/der Schwächezustand der Ulter“) ist der Titel einer Remscéla (Vorgeschichte) der Táin Bó Cuailnge („Der Rinderraub von Cooley“). Sie gehört zum Ulster-Zyklus der Irischen Mythologie und ist in drei nahezu identischen Fassungen überliefert: im Leabhar Buidhe Lecain („Das Gelbe Buch von Lecan“), im Lebor Laignech („Das Buch von Leinster“) und in einem weiteren Manuskript.

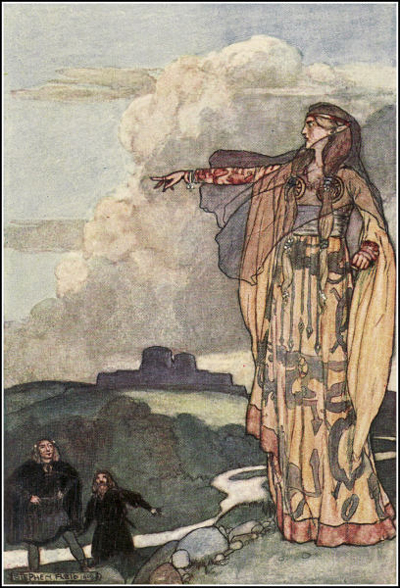
Macha verflucht die Männer von Ulster (Eleanor Hull, The Boys' Cuchulain, 1904)

## Inhalt
In der Geschichte des Rinderraubes von Cooley wird der Grund des Schwächezustandes (noínden, ces) der Ulter in diesem Krieg zwischen Ulster und Connacht als bekannt vorausgesetzt.
Der Großbauer (briuga) Crunnchú ist verwitwet, wird jedoch eines Tages von einer schönen Frau aufgefordert, sie bei sich aufzunehmen. Die Frau ist Macha ingen Sainrith meic Imbaith („Macha, Tochter des Eigentümlichen des Sohnes des Meeres“?), eine sidhe (Fee). Sie sorgt dafür, dass sein Besitz immer größer wird, schläft mit ihm und wird schwanger, verbietet ihm jedoch, je nach ihrem Namen zu fragen oder von ihr zu sprechen. Als Crunnchú zur jährlichen Festversammlung (oenach) an den Königshof von Ulster gerufen wird, warnt Macha ihn davor, von ihr zu erzählen, denn das würde das Ende des gemeinsamen Lebens bedeuten. Aber Crunnchú prahlt bei einem Pferderennen, dass seine Frau schneller laufen könne als alle Pferde des Königs. Dieser lässt ihn daraufhin einsperren und droht, ihn hinzurichten, wenn seine Frau diese Behauptung nicht beweisen könne. Der König lässt Macha holen, zwingt sie, ihren Namen zu nennen und obwohl Macha hochschwanger ist, muss sie dem Befehl Folge leisten und gewinnt auch tatsächlich den Wettlauf mit den Pferden. Dann kommt sie unter großen Schmerzen mit einem ein Zwillingspaar nieder, einem Knaben und ein Mädchen. In einer Version der Sage war ein Kind ein Fohlen, Cú Chulainns späteres Lieblingspferd Liath Macha. Für diese Untat verflucht sie die Ulter und prophezeit, dass die männlichen Nachkommen Ulsters im Augenblick höchster Not und Gefahr für fünf Tage und vier Nächte lang die Wehenschwäche ertragen müssten und genau so hilflos sein würden, wie eine gebärende Frau. Dann stirbt Macha an Erschöpfung.
Der Sitz der Könige von Ulster wurde deshalb Emain Macha („Machas Zwillinge“) genannt (heute Navan Fort im County Armagh).